# Aéroport de Nouadhibou
L'aéroport de Nouadhibou est un petit aéroport de Mauritanie situé à Nouadhibou, anciennement Port-Étienne.

## Situation
| Nouadhibou Zouérat Nouakchott Atâr |

## Compagnies et destinations
| Compagnies          | Destinations                                                                          |
| ------------------- | ------------------------------------------------------------------------------------- |
| Mauritania Airlines | Casablanca-Mohammed-V, Las Palmas/Gran Canaria, Nouakchott-Oumtounsy, Zouérat-Tazadit |

Édité le 25/06/2018  Actualisé le 5/08/2023